# Bibliotekarz (czasopismo)
Bibliotekarz (czasopismo) – ogólnopolski miesięcznik fachowy wydawany przez Stowarzyszenie Bibliotekarzy Polskich (SBP) i Bibliotekę Publiczną m.st. Warszawy – Bibliotekę Główną Województwa Mazowieckiego, adresowany do bibliotekarzy bibliotek publicznych i naukowych. Swoje treści koncentruje wokół współczesnych problemów polskiego i światowego bibliotekarstwa w aspekcie teoretycznym i praktycznym.

## Historia
Pierwsze czasopismo pt. „Bibliotekarz” ukazywało się od kwietnia 1919 r. z podtytułem „Organ Sekcji Bibliotek Powszechnych Związku Bibliotekarzy Polskich. Miesięcznik poświęcony sprawom bibliotek i czytelnictwa”, pod red. Wandy Dąbrowskiej – zawieszony po nr 5/6.
Od kwietnia 1929 r. do marca 1934 r. wychodził „Biuletyn Biblioteki Publicznej m. st. Warszawy”, pod red. Faustyna Czerwijowskiego i Leona Bykowskiego. Od R. 6 1934/35 „Biuletyn” ukazywał się jako „Bibliotekarz. Biuletyn Biblioteki Publicznej m. st Warszawy poświęcony sprawom bibliotek publicznych”, do redakcji dołączyła Wanda Dąbrowska.
Od R. 10 1938 zmieniono podtytuł na „Czasopismo poświęcone sprawom bibliotek publicznych. Wydawane przez Związek Bibliotekarzy Polskich i Bibliotekę m. st. Warszawy”.
W 1939 r. przerwano wydawanie czasopisma (ostatni nr 5/6). Wznowione w październiku 1945 r. (jako R. 12) pod red. Wandy Dąbrowskiej.
Od 1955 r. ukazuje się regularnie jako miesięcznik.
W 1985 r. redakcję przeniesiono do Poznania. Od 1991 r. z powrotem wydawany w Warszawie.
Czasopismo o nr ISSN 0208-4333, wydawane w formacie B5 w nakładzie 1250 egz.
Archiwalne numery dostępne w postaci zdigitalizowanej na stronach Kujawsko-Pomorskiej Biblioteki Cyfrowej i Mazowieckiej Biblioteki Cyfrowej oraz przez Archiwum Cyfrowe SBP.

## Struktura i zakres tematyczny
Początkowo  poświęcony głównie sprawom Biblioteki Publicznej w Warszawie stopniowo rozszerzał tematyką o problemy ogólniejsze, szybko przekształcając się w fachowy organ ogólnobiblioteczny, poruszający aktualne problemy bibliotekarstwa.
Modyfikowany przez dziesięciolecia układ treści obejmuje:
- ogólne problemy bibliotekarskie
- problemy pracowników bibliotecznych, ich kształcenie i doskonalenie zawodowe, z uwzględnieniem problemów bibliotekarzy szkół wyższych i bibliotekarzy dyplomowanych
- bibliotekarstwo polskie i zagraniczne oraz współpracę międzynarodową
- historię bibliotekarstwa i książki polskiej, recenzje książek
- księgozbiory biblioteczne, czytelnictwo i problemy jego upowszechniania
- kształcenia użytkowników bibliotek
- informację naukową i dokumentację
- mechanizację, automatyzację, komputeryzację bibliotek, sieci biblioteczne i media elektroniczne
- przepisy prawne z krótkimi komentarzami
- sylwetki bibliotekarzy
- informacje o działalności Stowarzyszenia Bibliotekarzy Polskich i International Federation of Library Associations and Institutions (IFLA)

Poza artykułami  problemowymi zamieszczane są felietony, eseje i nekrologi.
Wychodzą numery specjalne poświęcone ważnym wydarzeniom i jubileuszom.
Podawane są roczne spisy treści usystematyzowane według działów oraz ogłoszenia sygnalizujące nowe pozycje wydawnicze, oprogramowanie komputerowe dla bibliotek oraz pomoce biblioteczne.
Treści prezentowane są w  działach: Od Redaktora, Artykuły, Z bibliotek, Sprawozdania i relacje, Przegląd piśmiennictwa, Prawo biblioteczne, Z żałobnej karty, Z życia SBP, Wspomnienia, Wywiady, Postaktualia.

## Redaktorzy naczelni
- Wanda Dąbrowska, Faustyn Czerwijowski (1919)
- Leona Bykowski (1929–1934)
- Wanda Dąbrowska (1945–1946)
- Czesław Kozioł (1947–1958)
- Jadwiga Czarnecka (1959)
- Ewa Pawlikowska (1960–1968)
- Jadwiga Kołodziejska (1968–1983)
- Stanisław Badoń (1985–1990)
- Jan Wołosz (1991–2011)
- Elżbieta Stefańczyk (od 2012)[1][2]